# Nikolaus Mercator
Nikolaus (v. Niklaus) Mercator (kb. 1620. Holstein – 1687. január 14., Versailles) 17. századi német származású matematikus volt. Német nyelvterületen ismert még Niklaus Kauffman néven is.

## Élete
Pontos születési dátuma nem ismert, de 1636-ban kezdte meg tanulmányait a rostocki egyetemen, ezért általában 1620-ra teszik születési évét. 1641-ben szerezte meg diplomáját és 1642-től az egyetemen tanított. 1648-ban elhagyta Rostockot és Koppenhágába költözött, az ottani egyetemen tanított matematikát. 1651-ben tette közzé első ismert értekezéseit a gömbök geometriájáról (Sphaericorum logarithmica), a geográfiáról (Cosmographia) és az asztronómiáról (Astronomica sphaerica).
1654-ben a koppenhágai egyetemet bezárták és Mercatornak el kellett hagynia állását. 1655 és 1657 között feltehetően Párizsban tartózkodott, majd feltehetően Cromwell meghívására Angliában telepedett le. Egyetemi tanári állást nem talált, ezért magántanárként élt, többek között Northumberland 10. grófjának fiát, Joscelyne Percy-t oktatta matematikára. Élénk levelezést folytatott Ismael Boulliau, John Pell és John Collins angol matematikusokkal és 1664-ben kiadott egy értekezést a Kepler-törvényekről (Hypothesis astronomica nova). 1666-ban a Royal Society tagja lett. II. Károly számára tervezett egy olyan kronométert, amelynek segítségével a tengeren is pontosan meg lehetett határozni a hosszúsági kört. 1676-ban két kötetben kiadta Newtonnal folytatott levelezését Institutiones astronomicae címmel.
1682-ben visszatért Franciaországba és csatlakozott a francia király udvarához. Az épülő versailles-i kastély udvarán található szökőkutakat tervezte és építésüket felügyelte 1687-ben bekövetkezett haláláig.

## Matematikai munkássága
Matematikusként a legismertebb a Logarithmo-technica című tanulmányáért, amelyet 1668-ban jelentetett meg és a logaritmusokkal foglalkozik. Ebben a tanulmányban tette közzé az ún. Mercator-sort, azaz a ln(1+x) függvény sorfejtését (amelyet tőle függetlenül Gregory Saint-Vincent is felfedezett):
{\displaystyle \ln(1+x)=x-{\frac {1}{2}}x^{2}+{\frac {1}{3}}x^{3}-{\frac {1}{4}}x^{4}+\cdots .}
Elsőként használta a természetes logaritmus kifejezést az "e" alapú logaritmusra (akkoriban a latin megfelelőt, a log naturalis-t használta), ami azért is meglepő, mivel az infinitezimális kalkulus (azaz differenciál- és az integrálszámítás) megalkotását megelőzően használta, pedig az e alapú logaritmus "természetes" tulajdonságai ezeken a területeken jelennek meg legjobban.

## Fordítás
- Ez a szócikk részben vagy egészben  a   Nicolaus Mercator című francia Wikipédia-szócikk fordításán alapul.  Az eredeti cikk szerkesztőit annak laptörténete sorolja fel. Ez a jelzés csupán a megfogalmazás eredetét és a szerzői jogokat jelzi, nem szolgál a cikkben szereplő információk forrásmegjelöléseként.